# 帯広厚生病院

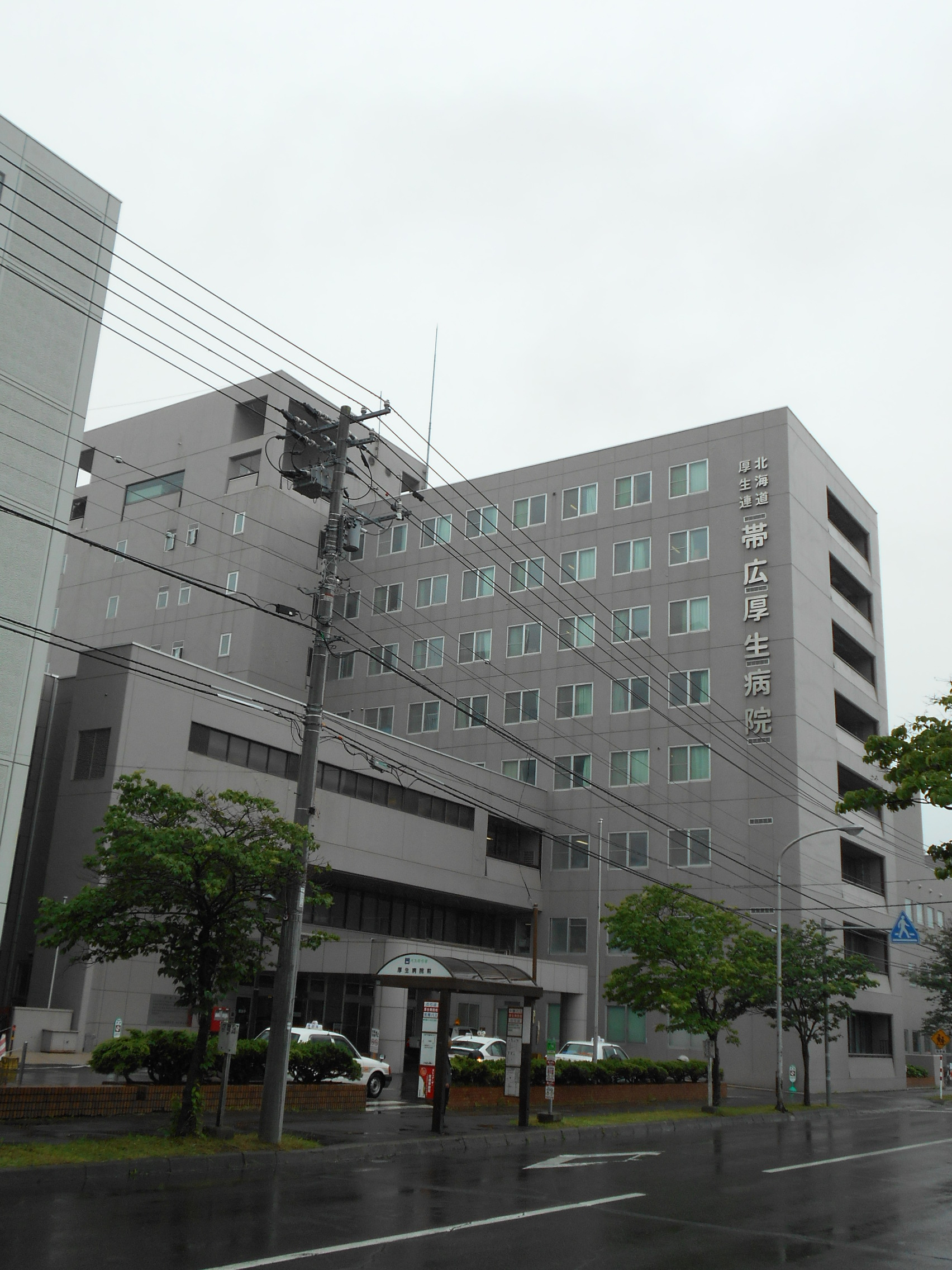
移転前の病院外観（2016年6月）

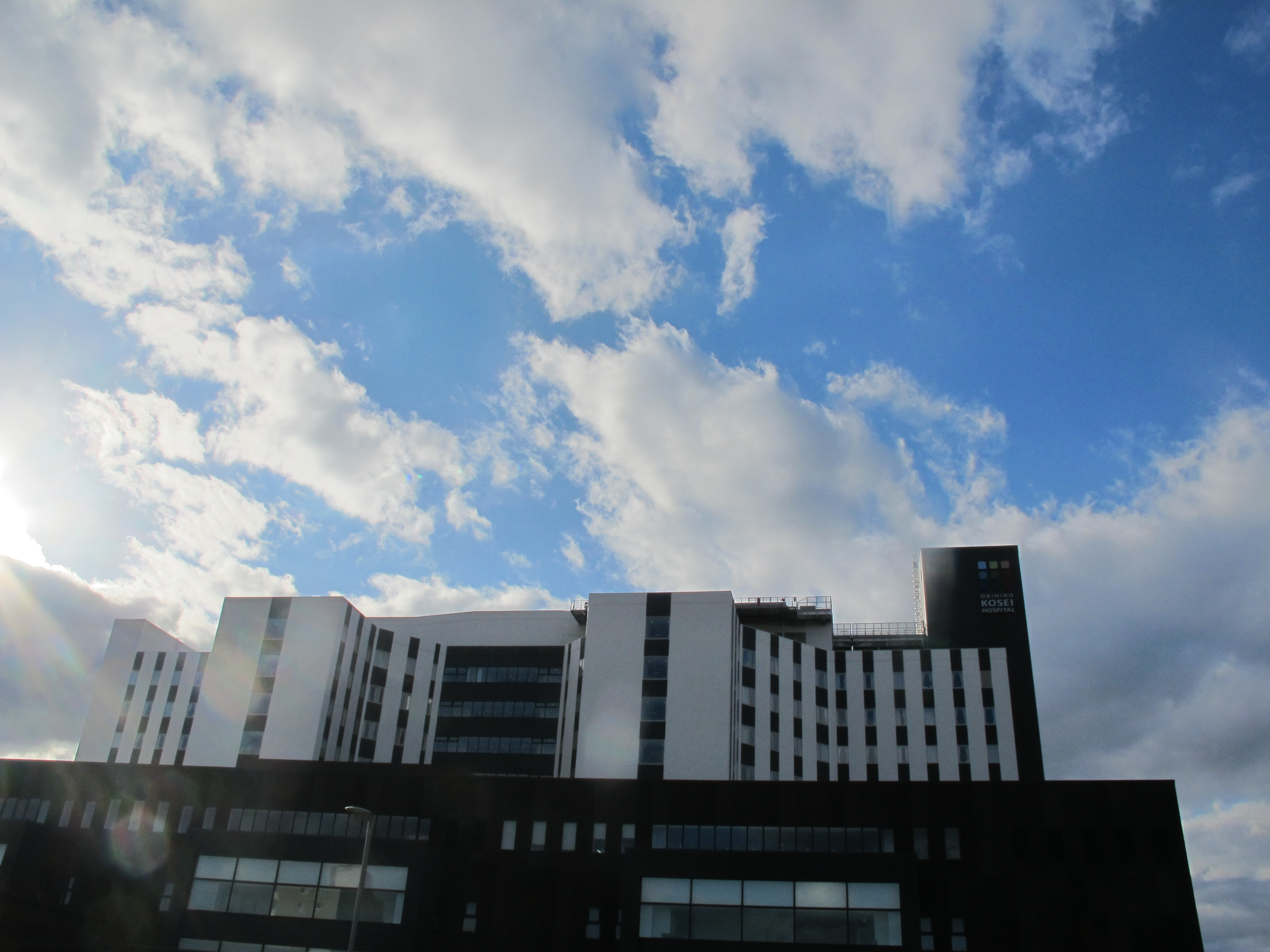
移転後の病院外観（2018年11月）

帯広厚生病院（おびひろこうせいびょういん）は、北海道帯広市にある病院。十勝を医療圏とする広域中核病院。

## 沿革
1945年（昭和20年）、北海道農業会が帯広市西1条南9丁目にあった「島田病院」を買収して病院を開設した。1948年（昭和23年）に「農業協同組合法」制定に伴い、北海道厚生農業協同組合連合会（JA北海道厚生連）が事業継承して現在に至る。度重なる増築などによる施設の狭あい化と老朽化のため、2018年（平成30年）11月に白樺通を挟んだ帯広競馬場の向かいへ移転新築した。
年表
- 1945年（昭和20年）：「北海道農業会北農病院」として開設。
- 1948年（昭和23年）：北海道農業会解散し、北海道厚生農業協同組合連合会（JA北海道厚生連）に事業継承。
- 1955年（昭和30年）：西6条南8丁目に新築移転[3]。
- 1959年（昭和34年）：総合病院認可[4]。
- 1980年（昭和55年）：新病棟建設[6]。北海道内初となる「地方センター病院」指定承認[4]。「地域センター病院」指定承認[4]。
- 1985年（昭和60年）：東棟新築[6]。
- 1996年（平成08年）：帯広厚生訪問看護ステーション開設[6]。
- 1997年（平成09年）：災害拠点病院指定[7]。
- 1999年（平成11年）：救命救急センター開設[4][6]。
- 2000年（平成12年）：増改築[6]。
- 2010年（平成22年）：災害派遣医療チーム（DMAT）誕生。
- 2012年（平成24年）：一般開放の図書室「ライブラリーしらかば」オープン[8]。
- 2018年（平成30年）：DPC特定病院群（旧称＝Ⅱ群）の機能評価係数Ⅱで３年連続トップの成績だった[9]。11月新築移転。

## 機関指定
| 救急告示病院（救急指定病院） | 病院群輪番制病院           |
| 地方・地域センター病院       | 救命救急センター           |
| へき地医療拠点病院           | 臨床研修指定病院           |
| 災害拠点病院                 | エイズ診療拠点病院         |
| 地域がん診療連携拠点病院     | 総合周産期母子医療センター |
| 労災保険指定医療機関         | 生活保護法指定医療機関     |
| 結核予防法指定医療機関       | 精神衛生法指定医療機関     |
| 育成医療指定医療機関         | 更生医療指定医療機関       |
| 養育医療指定医療機関         | 原爆医療指定医療機関       |
| 母体保護法指定医療機関       | 性病予防法指定医療機関     |
| 身体障害者福祉法指定医療機関 | 児童福祉法指定医療機関     |
| 栄養改善法指定医療機関       | 第二種感染症指定医療機関   |

## 診療科等
診療科
- 呼吸器内科
- 循環器内科
- 人工透析室
- 消化器内科
- 血液内科
- 脳神経内科
- 神経内科
- 小児科
- 外科
- 整形外科
- 形成外科
- 脳神経外科
- 心臓血管外科
- 産婦人科
- 皮膚科
- 泌尿器科
- 耳鼻咽喉科
- 眼科
- 精神科
- 放射線科
- 麻酔科
- 病理診断科
- 健康管理科
- 総合診療科
- 緩和ケア科

部署
- 看護部
- 薬剤部
- 医療技術部
- 救命救急センター

## 施設認定
| 日本内科学会認定医制度教育病院                                               | 日本呼吸器学会認定施設                                                     |
| 日本呼吸器内視鏡学会専門医制度認定施設                                       | 日本循環器学会認定循環器専門医研修施設                                     |
| 日本透析医学会専門医制度教育関連施設                                         | 日本消化器病学会専門医制度認定施設                                         |
| 日本肝臓学会認定施設                                                         | 日本小児科学会専門医制度研修施設                                           |
| 日本外科学会外科専門医制度修練施設                                           | 日本消化器外科学会専門医修練施設                                           |
| 日本乳癌学会認定医・専門医制度関連施設                                       | 日本胆道学会指導施設                                                       |
| 日本整形外科学会専門医制度研修施設                                           | 日本産科婦人科学会専門医制度専攻医指導施設                                 |
| 日本婦人科腫瘍学会専門医制度指定修練施設                                     | 日本産科婦人科内視鏡学会認定研修施設                                       |
| 日本皮膚科学会認定専門医研修施設                                             | 日本形成外科学会認定医研修施設                                             |
| 日本泌尿器科学会専門医教育施設                                               | 日本耳鼻咽喉科学会専門医研修施設                                           |
| 日本眼科学会専門医制度研修施設                                               | 日本精神神経学会精神科専門制度研修施設                                     |
| 日本救急医学会救急科専門医指定施設                                           | 日本麻酔科学会麻酔科認定病院                                               |
| 日本病理学会研修認定施設                                                     | 日本脳神経外科学会専門医制度認定研修施設                                   |
| 日本内分泌学会内分泌代謝科認定教育施設                                       | 日本臨床細胞学会認定施設                                                   |
| 日本アレルギー学会準教育研修施設                                             | 日本IVR学会専門医修練認定施設                                              |
| 日本リウマチ学会教育施設                                                     | 日本がん治療認定医機構認定研修施設                                         |
| 日本甲状腺学会認定専門医施設                                                 | 日本周産期・新生児学会 周産期新生児専門医 暫定研修施設                     |
| 日本周産期・新生児学会 周産期母体・胎児専門医 暫定研修施設                   | 日本手外科学会専門医研修施設                                               |
| 日本脳卒中学会専門医認定制度研修教育病院                                     | 日本栄養療法推進協議会認定NST稼動施設                                      |
| 日本輸血細胞治療学会I&A認証施設                                              | 日本神経学会専門医制度准教育施設                                           |
| 日本静脈経腸栄養学会NST稼動施設                                              | 日本医学放射線学会放射線科専門医修練機関                                   |
| 日本消化器内視鏡学会専門医制度指導施設                                       | 日本人間ドック学会認定人間ドック検診施設                                   |
| 日本カプセル内視鏡学会指導施設                                               | 日本食道学会食道外科専門医認定施設                                         |
| 3学会構成心臓血管外科専門医認定機構関連施設                                  | 日本糖尿病学会認定教育施設                                                 |
| 日本心血管インターベンション治療学会研修施設                                 | 日本静脈経腸栄養学会栄養サポートチーム専門療法士認定教育施設               |
| 日本人間ドック学会健診専門医研修施設                                         | 日本頭頸部外科頭頸部がん専門研修準認定施設                                 |
| 日本乳房オンコプラスティックサージャリー学会乳房再建用エキスパンダー実施施設 | 日本乳房オンコプラスティックサージャリー学会乳房再建用インプラント実施施設 |
| 北海道医師会母体保護法指定医師研修機関                                       | 精神保健指定医制度研修施設                                                 |
| 日本肝胆膵外科学会高度技能専門医修練施設B                                    |                                                                            |

## アクセス・駐車場
- 十勝バス「帯広厚生病院前」バス停下車
- 北海道旅客鉄道（JR北海道）帯広駅から徒歩約20分[10]
- 道東自動車道音更帯広ICから車で約20分[10]
- 帯広空港（とかち帯広空港）から車で約30分[10]
- 駐車場：約887台[10]